# Hopman Cup 2018
Hopman Cup XXX (2018 Mastercard Hopman Cup vì lý do tài trợ) là mùa giải thứ 30 của giải đấu Hopman Cup giữa các tay vợt nam và nữ quốc gia. It sẽ diễn ra tại Perth Arena ở Perth, Úc.
Pháp là đương kim vô địch, tuy nhiên họ đã không trở lại để bảo vệ danh hiệu của họ. Đây là lần đầu tiên đánh dấu không có sự góp mặt của Pháp kể từ năm 2010.
Vào ngày 4 tháng 1 năm 2018, 1 kỷ lục về 14,029 khán giả cho trận đấu Hopman Cup giữa Hoa Kỳ và Thụy Sĩ. Đây cũng là lần lượng khán giả cao nhất cho trận đấu quần vợt trong lịch sử Tây Úc.
Thụy Sĩ đánh bại Đức ở chung kết để lần thứ ba giành danh hiệu này.

## Các tay vợt tham gia

### Hạt giống
Cuộc rút thăm diễn ra vào ngày 5 tháng 10 năm 2017 và xếp 8 đội vào hai bảng, theo các hạt giống dựa trên xếp hạng sau đây:
| Hạt giống                                                                         | Đội      | Tay vợt nữ               | WTA1 | Tay vợt nam        | ATP1 | Tổng | Kết quả |
| --------------------------------------------------------------------------------- | -------- | ------------------------ | ---- | ------------------ | ---- | ---- | ------- |
| 1                                                                                 | Hoa Kỳ   | Coco Vandeweghe          | 10   | Jack Sock          | 8    | 18   |         |
| 2                                                                                 | Đức      | Angelique Kerber         | 21   | Alexander Zverev   | 3    | 24   |         |
| 3                                                                                 | Bỉ       | Elise Mertens            | 38   | David Goffin       | 11   | 49   |         |
| 4                                                                                 | Nga      | Anastasia Pavlyuchenkova | 21   | Karen Khachanov    | 42   | 63   |         |
| 5                                                                                 | Nhật Bản | Naomi Osaka              | 62   | Sugita Yūichi      | 40   | 102  |         |
| 6                                                                                 | Canada   | Eugenie Bouchard         | 79   | Vasek Pospisil     | 84   | 163  |         |
| 7                                                                                 | Thụy Sĩ  | Belinda Bencic           | 196  | Roger Federer      | 2    | 198  |         |
| 8                                                                                 | Úc       | Daria Gavrilova          | 22   | Thanasi Kokkinakis | 212  | 234  |         |
| 1 – ATP and WTA Rankings as of ngày 2 tháng 10 năm 2017 (latest before draw date) |          |                          |      |                    |      |      |         |

### Tay vợt thay thế
| Thay thế trước giải đấu          | Thay thế trước giải đấu  | Thay thế trước giải đấu | Thay thế trước giải đấu |
| Đội                              | Tay vợt thay thế         | Tay vợt ban đầu         | Lý do                   |
| -------------------------------- | ------------------------ | ----------------------- | ----------------------- |
| Nga                              | Anastasia Pavlyuchenkova | Svetlana Kuznetsova     | Chấn thương cổ tay trái |
| Thay thế một trận trong giải đấu |                          |                         |                         |
| Nhật Bản                         | Maddison Inglis          | Naomi Osaka             | Bệnh                    |
| Hoa Kỳ                           | Pat Cash                 | Jack Sock               | Chấn thương hông        |
| Canada                           | Maddison Inglis          | Eugenie Bouchard        | Gluteus maximus injury  |

## Vòng bảng

### Bảng A
Tất cả theo giờ địa phương (UTC+8).

#### Úc vs. Canada
| · Úc · 2 | Perth Arena, Perth 31 tháng 12 năm 2017, 10:00 Cứng (i) | Perth Arena, Perth 31 tháng 12 năm 2017, 10:00 Cứng (i)                | · Canada · 1 |       |     |  |
| \| \| \| \| 1 \| 2 \| 3 \| \| \| - \| \| ---------------------------------------------------------------------- \| ----- \| ----- \| --- \| \| \| 1 \| \| Daria Gavrilova Eugenie Bouchard \| 6 1 \| 6 4 \| \| \| \| 2 \| \| Thanasi Kokkinakis Vasek Pospisil \| 6 4 \| 3 6 \| 6 3 \| \| \| 3 \| \| Daria Gavrilova / Thanasi Kokkinakis Eugenie Bouchard / Vasek Pospisil \| 31 45 \| 34 45 \| \| \| |                                                         |                                                                        |              |       |     |  |
| |                                                         |                                                                        | 1            | 2     | 3   |  |
| 1 | Úc · Canada                                             | Daria Gavrilova Eugenie Bouchard                                       | 6 1          | 6 4   |     |  |
| 2 | Úc · Canada                                             | Thanasi Kokkinakis Vasek Pospisil                                      | 6 4          | 3 6   | 6 3 |  |
| 3 | Úc · Canada                                             | Daria Gavrilova / Thanasi Kokkinakis Eugenie Bouchard / Vasek Pospisil | 31 45        | 34 45 |     |  |

#### Bỉ vs. Đức
| · Bỉ · 1 | Perth Arena, Perth ngày 1 tháng 1 năm 2018, 17:30 Hard (i) | Perth Arena, Perth ngày 1 tháng 1 năm 2018, 17:30 Hard (i)       | · Đức · 2 |       |   |  |
| \| \| \| \| 1 \| 2 \| 3 \| \| \| - \| \| ---------------------------------------------------------------- \| ---- \| ----- \| - \| \| \| 1 \| \| Elise Mertens Angelique Kerber \| 6 78 \| 61 77 \| \| \| \| 2 \| \| David Goffin Alexander Zverev \| 6 3 \| 6 3 \| \| \| \| 3 \| \| Elise Mertens / David Goffin Angelique Kerber / Alexander Zverev \| 2 4 \| 32 45 \| \| \| |                                                            |                                                                  |           |       |   |  |
| |                                                            |                                                                  | 1         | 2     | 3 |  |
| 1 | Bỉ · Đức                                                   | Elise Mertens Angelique Kerber                                   | 6 78      | 61 77 |   |  |
| 2 | Bỉ · Đức                                                   | David Goffin Alexander Zverev                                    | 6 3       | 6 3   |   |  |
| 3 | Bỉ · Đức                                                   | Elise Mertens / David Goffin Angelique Kerber / Alexander Zverev | 2 4       | 32 45 |   |  |

#### Canada vs. Đức
| · Canada · 0 | Perth Arena, Perth ngày 3 tháng 1 năm 2018, 10:00 Hard (i) | Perth Arena, Perth ngày 3 tháng 1 năm 2018, 10:00 Hard (i)            | · Đức · 3 |       |   |  |
| \| \| \| \| 1 \| 2 \| 3 \| \| \| - \| \| --------------------------------------------------------------------- \| ----- \| ----- \| - \| \| \| 1 \| \| Eugenie Bouchard Angelique Kerber \| 1 6 \| 3 6 \| \| \| \| 2 \| \| Vasek Pospisil Alexander Zverev \| 4 6 \| 2 6 \| \| \| \| 3 \| \| Eugenie Bouchard / Vasek Pospisil Angelique Kerber / Alexander Zverev \| 32 45 \| 32 45 \| \| \| |                                                            |                                                                       |           |       |   |  |
| |                                                            |                                                                       | 1         | 2     | 3 |  |
| 1 | Canada · Đức                                               | Eugenie Bouchard Angelique Kerber                                     | 1 6       | 3 6   |   |  |
| 2 | Canada · Đức                                               | Vasek Pospisil Alexander Zverev                                       | 4 6       | 2 6   |   |  |
| 3 | Canada · Đức                                               | Eugenie Bouchard / Vasek Pospisil Angelique Kerber / Alexander Zverev | 32 45     | 32 45 |   |  |

#### Úc vs. Bỉ
| · Úc · 0 | Perth Arena, Perth ngày 3 tháng 1 năm 2018, 17:30 Cứng (i) | Perth Arena, Perth ngày 3 tháng 1 năm 2018, 17:30 Cứng (i)        | · Bỉ · 3 |     |     |  |
| \| \| \| \| 1 \| 2 \| 3 \| \| \| - \| \| ----------------------------------------------------------------- \| ---- \| --- \| --- \| \| \| 1 \| \| Daria Gavrilova Elise Mertens \| 6 2 \| 4 6 \| 2 6 \| \| \| 2 \| \| Thanasi Kokkinakis David Goffin \| 4 6 \| 2 6 \| \| \| \| 3 \| \| Daria Gavrilova / Thanasi Kokkinakis Elise Mertens / David Goffin \| 3 45 \| 4 2 \| 1 4 \| \| |                                                            |                                                                   |          |     |     |  |
| |                                                            |                                                                   | 1        | 2   | 3   |  |
| 1 | Úc · Bỉ                                                    | Daria Gavrilova Elise Mertens                                     | 6 2      | 4 6 | 2 6 |  |
| 2 | Úc · Bỉ                                                    | Thanasi Kokkinakis David Goffin                                   | 4 6      | 2 6 |     |  |
| 3 | Úc · Bỉ                                                    | Daria Gavrilova / Thanasi Kokkinakis Elise Mertens / David Goffin | 3 45     | 4 2 | 1 4 |  |

#### Bỉ vs. Canada
| · Bỉ · 3 | Perth Arena, Perth 5 tháng 1 năm 2018, 10:00 Cứng (i) | Perth Arena, Perth 5 tháng 1 năm 2018, 10:00 Cứng (i)         | · Canada · 0 |       |       |  |
| \| \| \| \| 1 \| 2 \| 3 \| \| \| - \| \| ------------------------------------------------------------- \| ----- \| ----- \| ----- \| \| \| 1 \| \| Elise Mertens Eugenie Bouchard \| 6 4 \| 6 4 \| \| \| \| 2 \| \| David Goffin Vasek Pospisil \| 6 2 \| 6 4 \| \| \| \| 3 \| \| Elise Mertens / David Goffin Maddison Inglis / Vasek Pospisil \| 45 33 \| 32 45 \| 34 45 \| \| |                                                       |                                                               |              |       |       |  |
| |                                                       |                                                               | 1            | 2     | 3     |  |
| 1 | Bỉ · Canada                                           | Elise Mertens Eugenie Bouchard                                | 6 4          | 6 4   |       |  |
| 2 | Bỉ · Canada                                           | David Goffin Vasek Pospisil                                   | 6 2          | 6 4   |       |  |
| 3 | Bỉ · Canada                                           | Elise Mertens / David Goffin Maddison Inglis / Vasek Pospisil | 45 33        | 32 45 | 34 45 |  |

Notes. Due to Eugenie Bouchard's withdrawal from the mixed doubles rubber, the scores are counted as 4–0, 4–0 win for Belgium.

#### Úc vs Đức
| · Úc · 1 | Perth Arena, Perth 5 tháng 1 năm 2018, 17:30 Cứng (i) | Perth Arena, Perth 5 tháng 1 năm 2018, 17:30 Cứng (i)                    | · Đức · 2 |      |      |  |
| \| \| \| \| 1 \| 2 \| 3 \| \| \| - \| \| ------------------------------------------------------------------------ \| --- \| ---- \| ---- \| \| \| 1 \| \| Daria Gavrilova Angelique Kerber \| 1 6 \| 2 6 \| \| \| \| 2 \| \| Thanasi Kokkinakis Alexander Zverev \| 5 7 \| 7 64 \| 6 4 \| \| \| 3 \| \| Daria Gavrilova / Thanasi Kokkinakis Angelique Kerber / Alexander Zverev \| 4 1 \| 1 4 \| 3 45 \| \| |                                                       |                                                                          |           |      |      |  |
| |                                                       |                                                                          | 1         | 2    | 3    |  |
| 1 | Úc · Đức                                              | Daria Gavrilova Angelique Kerber                                         | 1 6       | 2 6  |      |  |
| 2 | Úc · Đức                                              | Thanasi Kokkinakis Alexander Zverev                                      | 5 7       | 7 64 | 6 4  |  |
| 3 | Úc · Đức                                              | Daria Gavrilova / Thanasi Kokkinakis Angelique Kerber / Alexander Zverev | 4 1       | 1 4  | 3 45 |  |

### Bảng B
Tất cả theo giờ địa phương (UTC+8).

#### Nga v Hoa Kỳ
| · Nga · 1 | Perth Arena, Perth ngày 30 tháng 12 năm 2017, 10:00 Cứng (i) | Perth Arena, Perth ngày 30 tháng 12 năm 2017, 10:00 Cứng (i)           | · Hoa Kỳ · 2 |     |     |  |
| \| \| \| \| 1 \| 2 \| 3 \| \| \| - \| \| ---------------------------------------------------------------------- \| ---- \| --- \| --- \| \| \| 1 \| \| Anastasia Pavlyuchenkova Coco Vandeweghe \| 3 6 \| 3 6 \| \| \| \| 2 \| \| Karen Khachanov Jack Sock \| 4 6 \| 6 1 \| 3 6 \| \| \| 3 \| \| Anastasia Pavlyuchenkova / Karen Khachanov Coco Vandeweghe / Jack Sock \| 3 45 \| 4 1 \| 4 2 \| \| |                                                              |                                                                        |              |     |     |  |
| |                                                              |                                                                        | 1            | 2   | 3   |  |
| 1 | Nga · Hoa Kỳ                                                 | Anastasia Pavlyuchenkova Coco Vandeweghe                               | 3 6          | 3 6 |     |  |
| 2 | Nga · Hoa Kỳ                                                 | Karen Khachanov Jack Sock                                              | 4 6          | 6 1 | 3 6 |  |
| 3 | Nga · Hoa Kỳ                                                 | Anastasia Pavlyuchenkova / Karen Khachanov Coco Vandeweghe / Jack Sock | 3 45         | 4 1 | 4 2 |  |

#### Nhật Bản v Thụy Sĩ
| · Nhật Bản · 0 | Perth Arena, Perth 30 tháng 12 năm 2017, 17:30 Cứng (i) | Perth Arena, Perth 30 tháng 12 năm 2017, 17:30 Cứng (i)    | · Thụy Sĩ · 3 |     |       |  |
| \| \| \| \| 1 \| 2 \| 3 \| \| \| - \| \| ---------------------------------------------------------- \| --- \| --- \| ----- \| \| \| 1 \| \| Naomi Osaka Belinda Bencic \| 5 7 \| 3 6 \| \| \| \| 2 \| \| Sugita Yūichi Roger Federer \| 4 6 \| 3 6 \| \| \| \| 3 \| \| Naomi Osaka / Sugita Yūichi Belinda Bencic / Roger Federer \| 4 2 \| 1 4 \| 31 45 \| \| |                                                         |                                                            |               |     |       |  |
| |                                                         |                                                            | 1             | 2   | 3     |  |
| 1 | Nhật Bản · Thụy Sĩ                                      | Naomi Osaka Belinda Bencic                                 | 5 7           | 3 6 |       |  |
| 2 | Nhật Bản · Thụy Sĩ                                      | Sugita Yūichi Roger Federer                                | 4 6           | 3 6 |       |  |
| 3 | Nhật Bản · Thụy Sĩ                                      | Naomi Osaka / Sugita Yūichi Belinda Bencic / Roger Federer | 4 2           | 1 4 | 31 45 |  |

#### Nhật Bản v Hoa Kỳ
| · Nhật Bản · 1 | Perth Arena, Perth ngày 2 tháng 1 năm 2018, 10:00 Cứng (i) | Perth Arena, Perth ngày 2 tháng 1 năm 2018, 10:00 Cứng (i) | · Hoa Kỳ · 2 |       |     |         |
| \| \| \| \| 1 \| 2 \| 3 \| \| \| - \| \| ---------------------------------------------------------- \| ---- \| ----- \| --- \| ------- \| \| 1 \| \| Maddison Inglis Coco Vandeweghe \| 5 7 \| 2 6 \| \| \| \| 2 \| \| Yūichi Sugita Jack Sock \| 7 61 \| 1 \| \| bỏ cuộc \| \| 3 \| \| Maddison Inglis / Yūichi Sugita Coco Vandeweghe / Pat Cash \| 0 4 \| 45 32 \| 4 0 \| \| |                                                            |                                                            |              |       |     |         |
| |                                                            |                                                            | 1            | 2     | 3   |         |
| 1 | Nhật Bản · Hoa Kỳ                                          | Maddison Inglis Coco Vandeweghe                            | 5 7          | 2 6   |     |         |
| 2 | Nhật Bản · Hoa Kỳ                                          | Yūichi Sugita Jack Sock                                    | 7 61         | 1     |     | bỏ cuộc |
| 3 | Nhật Bản · Hoa Kỳ                                          | Maddison Inglis / Yūichi Sugita Coco Vandeweghe / Pat Cash | 0 4          | 45 32 | 4 0 |         |

Ghi chú. Madison Inglis of Australia played instead of Naomi Osaka for the first match. Scores counted as 6–0, 6–0 win for Vandeweghe and 4–0, 4–0 win for the American mixed pair due to Naomi Osaka's withdrawal due to illness. Due to Jack Sock's retirement in the men's singles rubber, the second set is counted as 6–1 win for Sugita.

#### Nga v Thụy Sĩ
| · Nga · 0 | Perth Arena, Perth ngày 2 tháng 1 năm 2018, 17:30 Cứng (i) | Perth Arena, Perth ngày 2 tháng 1 năm 2018, 17:30 Cứng (i)                | · Thụy Sĩ · 3 |        |     |  |
| \| \| \| \| 1 \| 2 \| 3 \| \| \| - \| \| ------------------------------------------------------------------------- \| ----- \| ------ \| --- \| \| \| 1 \| \| Karen Khachanov Roger Federer \| 3 6 \| 68 710 \| \| \| \| 2 \| \| Anastasia Pavlyuchenkova Belinda Bencic \| 1 6 \| 6 3 \| 3 6 \| \| \| 3 \| \| Anastasia Pavlyuchenkova / Karen Khachanov Belinda Bencic / Roger Federer \| 31 45 \| 45 33 \| 1 4 \| \| |                                                            |                                                                           |               |        |     |  |
| |                                                            |                                                                           | 1             | 2      | 3   |  |
| 1 | Nga · Thụy Sĩ                                              | Karen Khachanov Roger Federer                                             | 3 6           | 68 710 |     |  |
| 2 | Nga · Thụy Sĩ                                              | Anastasia Pavlyuchenkova Belinda Bencic                                   | 1 6           | 6 3    | 3 6 |  |
| 3 | Nga · Thụy Sĩ                                              | Anastasia Pavlyuchenkova / Karen Khachanov Belinda Bencic / Roger Federer | 31 45         | 45 33  | 1 4 |  |

#### Nhật Bản v Nga
| · Nhật Bản · 1 | Perth Arena, Perth ngày 4 tháng 1 năm 2018, 10:00 Cứng (i) | Perth Arena, Perth ngày 4 tháng 1 năm 2018, 10:00 Cứng (i)             | · Nga · 2 |     |      |  |
| \| \| \| \| 1 \| 2 \| 3 \| \| \| - \| \| ---------------------------------------------------------------------- \| --- \| --- \| ---- \| \| \| 1 \| \| Naomi Osaka Anastasia Pavlyuchenkova \| 6 4 \| 3 6 \| 7 65 \| \| \| 2 \| \| Yūichi Sugita Karen Khachanov \| 4 6 \| 2 6 \| \| \| \| 3 \| \| Naomi Osaka / Yūichi Sugita Anastasia Pavlyuchenkova / Karen Khachanov \| 1 4 \| 0 4 \| \| \| |                                                            |                                                                        |           |     |      |  |
| |                                                            |                                                                        | 1         | 2   | 3    |  |
| 1 | Nhật Bản · Nga                                             | Naomi Osaka Anastasia Pavlyuchenkova                                   | 6 4       | 3 6 | 7 65 |  |
| 2 | Nhật Bản · Nga                                             | Yūichi Sugita Karen Khachanov                                          | 4 6       | 2 6 |      |  |
| 3 | Nhật Bản · Nga                                             | Naomi Osaka / Yūichi Sugita Anastasia Pavlyuchenkova / Karen Khachanov | 1 4       | 0 4 |      |  |

#### Thụy Sĩ v Hoa Kỳ
| · Thụy Sĩ · 3 | Perth Arena, Perth ngày 4 tháng 1 năm 2018, 17:30 Cứng (i) | Perth Arena, Perth ngày 4 tháng 1 năm 2018, 17:30 Cứng (i) | · Hoa Kỳ · 0 |     |   |  |
| \| \| \| \| 1 \| 2 \| 3 \| \| \| - \| \| ---------------------------------------------------------- \| ----- \| --- \| - \| \| \| 1 \| \| Roger Federer Jack Sock \| 7 65 \| 7 5 \| \| \| \| 2 \| \| Belinda Bencic Coco Vandeweghe \| 78 66 \| 6 4 \| \| \| \| 3 \| \| Belinda Bencic / Roger Federer Coco Vandeweghe / Jack Sock \| 45 33 \| 4 2 \| \| \| |                                                            |                                                            |              |     |   |  |
| |                                                            |                                                            | 1            | 2   | 3 |  |
| 1 | Thụy Sĩ · Hoa Kỳ                                           | Roger Federer Jack Sock                                    | 7 65         | 7 5 |   |  |
| 2 | Thụy Sĩ · Hoa Kỳ                                           | Belinda Bencic Coco Vandeweghe                             | 78 66        | 6 4 |   |  |
| 3 | Thụy Sĩ · Hoa Kỳ                                           | Belinda Bencic / Roger Federer Coco Vandeweghe / Jack Sock | 45 33        | 4 2 |   |  |

## Chung kết

### Đức vs. Thụy Sĩ
| · Đức · 1 | Perth Arena, Perth 6 tháng 1 năm 2018, 16:00 Cứng (i) | Perth Arena, Perth 6 tháng 1 năm 2018, 16:00 Cứng (i)              | · Thụy Sĩ · 2 |     |     |  |
| \| \| \| \| 1 \| 2 \| 3 \| \| \| - \| \| ------------------------------------------------------------------ \| ---- \| --- \| --- \| \| \| 1 \| \| Alexander Zverev Roger Federer \| 7 64 \| 0 6 \| 2 6 \| \| \| 2 \| \| Angelique Kerber Belinda Bencic \| 6 4 \| 6 1 \| \| \| \| 3 \| \| Angelique Kerber / Alexander Zverev Belinda Bencic / Roger Federer \| 3 45 \| 2 4 \| \| \| |                                                       |                                                                    |               |     |     |  |
| |                                                       |                                                                    | 1             | 2   | 3   |  |
| 1 | Đức · Thụy Sĩ                                         | Alexander Zverev Roger Federer                                     | 7 64          | 0 6 | 2 6 |  |
| 2 | Đức · Thụy Sĩ                                         | Angelique Kerber Belinda Bencic                                    | 6 4           | 6 1 |     |  |
| 3 | Đức · Thụy Sĩ                                         | Angelique Kerber / Alexander Zverev Belinda Bencic / Roger Federer | 3 45          | 2 4 |     |  |

| Vô địch Hopman Cup 2018 |
| ----------------------- |
| Thụy Sĩ Lần thứ ba      |